# Malek (chanteur)
Pour les articles homonymes, voir Malek.
Malek Belarbi, plus connu sous le nom de Malek, est un auteur-compositeur-interprète franco-marocain, né le 21 juillet 1959 à Aix-en-Provence, dans le sud de la France.
Malek réalise une dizaine d'albums durant ses 30 ans de carrière. Son premier succès, La Mal vie, est édité durant les années 1980. Dans les années 1990 il fonde, avec d'autres, le label Maya Productions. Le chanteur a été membre pendant plusieurs années du jury de Studio 2M, émission phare de la 2e chaîne de télévision publique marocaine, consacrée à la découverte de jeunes talents de la chanson. Malek chante en français surtout, mais aussi en arabe (marocain, la derija) et revendique sa « double culture » franco-marocaine.

## Biographie

### Jeunesse
Malek naît d'un père marocain, Mohammed Belarbi, originaire d'Oujda, alors fonctionnaire à l’éducation nationale, et d'une mère française, Marie-Louise Belarbi , née Guibal, alors jeune professeur. Le couple s'installe à Rabat, puis à Mohammédia où Malek passe son enfance. Ils s'établissent à Casablanca au milieu des années 1960. Malek découvre la poésie au lycée et apprend la guitare en autodidacte durant son adolescence. Après avoir obtenu son baccalauréat en 1978, il poursuit ses études à Montpellier et forme son premier groupe, un trio de guitaristes jouant en acoustique, dont il est également le parolier,.

### Carrière musicale
Malek s'installe à Paris en 1980 et est engagé en tant que chanteur dans un restaurant de la rive gauche. Ses prestations sont remarquées par un producteur et il enregistre Une Mère, son premier 45-tours (avec Brouillon en face B), en 1982. Le chanteur se produit dans les cafés-théâtres, assure des premières parties, comme pour Catherine Sauvage (Les Chevaliers du Temple, Paris,1987). Il se fait connaître grâce à La Mal vie(Vers pour un proscrit), son premier succès commercial, qui sera traduit en plusieurs langues,. Dès lors, ce sont les premières télévisions, en France (Dimanche Martin, Antenne 2 ,La chance aux chansons, TF1, Mosaiques,FR3) , et au Maroc (TV3 de Hamid Bencherif, TVM, Studio Casa, TVM) où il se produit de plus en plus souvent et rêve de revenir.
Durant les années 1990, Malek rencontre un tres large succès[réf. nécessaire] d'abord avec la chanson Dounia (je chante, album Malek 90, arrangements Jean-Marc Dauvergne ) enregistrée à Ben Slimane avec les frères Bouchenak. Plus de 400000 albums seront vendus.
En 1996, à la demande de la 2e chaine de télévision marocaine, 2M, et de l'Unicef, Malek écrit une chanson, Baraa, sur le droit à l'innocence. Said Mosker adaptera la partie en arabe du texte. Y prêteront aussi leur voix, des artistes tels que Saida Fikri, Sidonie, Fairouz, Sofia, Nouri, Sanaa Kadmiri. Baraa, qui compose le gros du clip que 2M présente à la journée mondiale pour les Droits de l'Enfant, sera nommée aux Emmy Awards, à New-York, le 25 novembre 1996. Plus tard ce sera Ma Bka lina amale ("nous n'avons plus d'espoir", album Assrar), interprétée en duo avec Hamid Bouchenak. Ce titre est sacré par la chaine européenne MCM "meilleur clip et meilleure chanson francophone de l’année 97". La même année, il est en première partie du concert de Art Garfunkel à Casablanca. Son album suivant Et retrouver la paix, en 2000, (qui sera réédite par la suite sous le titre A Tanger), dont l'instrumentation est plus acoustique, sera entièrement enregistré au Maroc, au studio Adyel Music Production de Casablanca. Les arrangements musicaux seront signés Monsef Adyel. Ce dernier réservera aux cordes une place de choix, notamment aux violons, menés par Mohamed Ghazi. L'album comprend un nouveau duo, Had Saghir, chanté avec Saida Fikri et, surtout, A Tanger qui, contre toutes prévisions, sera le véritable succès de l'album. Et demain m'attendra, paru en 2004, comprend une reprise de Lili Touil, une chanson de Younes Megri et Mohamed Ziati,. Le 9e album de Malek, Lhssad (Moissons), sort en 2008. Les artistes Christie Caro (On s'attendra), Ammouri Mbark (Izdar),Saïd Mosker (Mchate) et Nabyla Maan (Plus que toi) participent à l'enregistrement.
En 2013, Malek qui s'était fait assez rare en concert, revient sur le devant de la scène avec une formation plus resserrée, plus acoustique. Avec un spectacle revisitant 30 années de création, il retrouve avec un bonheur évident, au Maroc comme ailleurs, son public fidèle au rendez-vous. 
Ce retour verra son point d'orgue avec un beau concert à Mawazine 2015.

### Autres activités
Malek retourne au Maroc au début des années 1990 et participe à la création d'un label discographique, Maya Productions,. Ce label aura pour ambition de contribuer à professionnaliser le métier en assurant un vrai suivi de l'artiste . Nombreux, tel Said Mosker qui y sortira son premier opus , " Ghitouni " , vont en bénéficier. Mais le tout premier album édité sera "Malek 90" et son titre phare "dounia" (je chante),en duo avec les Bouchenak. Malek rencontre les frères Lamrani qui ont fondé un studio audio-vidéo, Salam Productions, situé à Benslimane. Rachid et Ali Lamrani sont alors entourés d'artistes tels que Nouri (auteur du premier cd marocain), les jeunes Fikri, Fouad Hani, Karim and the Criminal Fun, l'humoriste Saïd Naciri et d'autres. Salam Productions va permettre la rencontre capitale entre Malek et les Frères Bouchenak. L'ingénieur du son Rachid Lamrani, Nouri et toute l'équipe Salam Productions tentent une expérience : traduire la chanson Dounia (je chante), écrite par Malek, pour qu'elle soit chantée en arabe et en français. C'est donc à Benslimane dans ce studio que "Malek 90", comprenant ce fameux duo, est enregistré. Plus tard l'équipe de Salam sillonnera tout le Maroc pour faire la promotion de ce titre pionnier, et participera également au tournage du clip, produit par 2M nouvellement installée à Casablanca. Sous la direction des frères Lamrani, Salam Productions permettra à de nombreux musiciens de faire (ou de parfaire) leurs premières armes. Bien plus tard, entre 2005 et 2007, Malek sera directeur artistique du label Platinium Music à Casablanca (label avec lequel il était déjà sous contrat d'artiste). Ce passage lui permettra de réaliser des albums d'artistes qui lui tiennent à cœur comme, entre autres, Abderrahim Askouri (Carrières centrales), Ammouri Mbark (afulki), Nass el Ghiwane (Nahla Shama), Najat Atabou (El Amal), ou d'accompagner la carrière naissante de jeunes tels que Nabyla Maan, Ahmed soultan, H-kayne.
Malek fait partie à plusieurs reprises du jury de l'émission de télé crochet Studio 2M. Consacrée à la découverte de jeunes talents de la chanson, elle est diffusée par 2M, la 2e chaîne publique marocaine,.
Il a également écrit pour des artistes comme Sidonie, Saida Fikri, Said Mosker, Hamid Bouchenak et bien d'autres. Il signera également quelques musiques de films tels Komany de Nabyl Lahlou ou Un amour à Casablanca de Abdelkader Laqta'a.

## Style musical et influences
Influencé tout à la fois par les musiques marocaines et arabes, par des grands auteurs-compositeurs francophones comme Jacques Brel,Georges Brassens, Barbara, et d'autres, le pop-rock des années 1970, Malek revendique sa « double culture » et interprète ses chansons en français et en arabe marocain,. Marcel Khalifa fait partie de ses chanteurs arabes favoris. Mais,au-delà de tout, le premier musicien à l'avoir marqué est Bob Dylan. Malek déclare au sujet de l'Américain : « Sans lui, je pense que je n’aurais jamais écrit une seule chanson de ma vie ».
Son célèbre titre Dounia (ou "Je chante"), enregistré avec les frères Bouchenak, est le premier exemple de « fusion », inédit alors au Maroc, style qui se développera par la suite dans la chanson marocaine.

## Engagements
Malek s'élève contre le partage illégal de fichiers sur Internet,et le piratage en général qui, selon lui, a entraîné la fermeture de nombreuses sociétés de production marocaines,.
Vers fin 90, avec d'autres artistes marocains, il participe à une campagne de sensibilisation au sida. Pour l'occasion, il écrit une chanson pour plusieurs voix, Dak Eddib ("ce loup"). Un video clip sera réalisé et une K7 audio éditée. Le tout sera produit et orchestré par l'Association marocaine de Lutte Contre le Sida (ALCS) et l'Organisation Mondiale pour la Santé (OMS) .
Il s'engagera également aux côtés de mère Nature (Lard Amana) , du peuple palestinien (Ghaza), de l'enfance (Bara'a produit par 2M et L'Unicef), du handicap mental (Lik produit par l'association Anais), de l'autisme (Petit Bonhomme, Tu viens d'Ailleurs).

## Discographie

### Albums
- 1987 : El Maya (La Mal-Vie)
- 1990 : Malek 90 (Je chante)
- 1992 : Instrumental
- 1994 : Ana Ma'ak
- 1997 : Assrar (Ma bka lina Amal)
- 2000 : Et retrouver la paix.. (A Tanger)
- 2004 : Et demain m'attendra (Leili Touil)
- 2008 : Lhssad (Mchate,Izdar)
- 2013 : Un Pays ou..., single, duo avec Sabrine El Koulali